# Rivolet
Rivolet település Franciaországban, Rhône megyében. Lakosainak száma 588 fő (2022. január 1.). Rivolet Vaux-en-Beaujolais, Saint-Cyr-le-Chatoux, Chambost-Allières, Létra, Sainte-Paule, Cogny, Denicé és Montmelas-Saint-Sorlin községekkel határos.

## Népesség
A település népessége az elmúlt években az alábbi módon változott:
| Lakosok száma | 577  | 578  | 589  | 579  | 585  | 589  | 588  | 588  | 588  |
|               | 2013 | 2015 | 2016 | 2017 | 2018 | 2019 | 2020 | 2021 | 2022 |